# Symfonie nr. 15 (Mjaskovski)
Nikolaj Mjaskovski componeerde zijn Symfonie nr. 15 in d mineur opus 38 in 1935. Hij schreef het werk vlak na zijn 13e en 14e symfonie. Nadat na de Russische Revolutie eerst de teugels geheel vrij werden gelaten op het gebied van de kunst, werden die in de jaren dertig strak aangetrokken. De Sovjet-leiding moest niets hebben van de moderne stromingen in het Westen en voerde een repressief beleid ten aanzien van moderne muziek. Een aantal componisten werd daar de dupe van, Mjaskovski was niet zo’n vernieuwer en kwam met een romantische symfonie, die aansloot bij de Russische traditie.
De 15e symfonie kostte Mjaskovski nogal wat hoofdbrekens. Het eerste deel was snel voorhanden, dat was namelijk het originele laatste deel van symfonie nr. 14. Deel 2 kwam maar niet af en ook delen 3 en 4 kwamen niet vloeiend uit de pen; ook na de première werd er nog aan de delen (ook de coda) gesleuteld. Al die problemen zijn aan de muziek niet af te horen.
De première vond plaats op 28 oktober 1935 in Moskou onder leiding van Leo Ginzburg.

## Delen
1. Andante – allegro appasionato
2. Moderato assai
3. Allegro molto – ma con garbo
4. Poco pesante – Allegro ma non troppo

## Discografie
- Audiophile APL 101.502: Moskou's Staats Philharmonisch Symfonieorkest o.l.v. Kirill Kondrasjin
- Alto ALC 1021 / Russian Disc RDCD 00657 / Warner 2564 69689-8: Academisch Symfonieorkest van de Russische Federatie o.l.v. Jevgeni Svetlanov.

Symfonie nr. 1 · 2 · 3 · 4 · 5 · 6 · 7 · 8 · 9 · 10 · 11 · 12 · 13 · 14 · 15 · 16 · 17 · 18 · 19 · 20 · 21 · 22 · 23 · 24 · 25 · 26 · 27